# Massacre do Paralelo 11

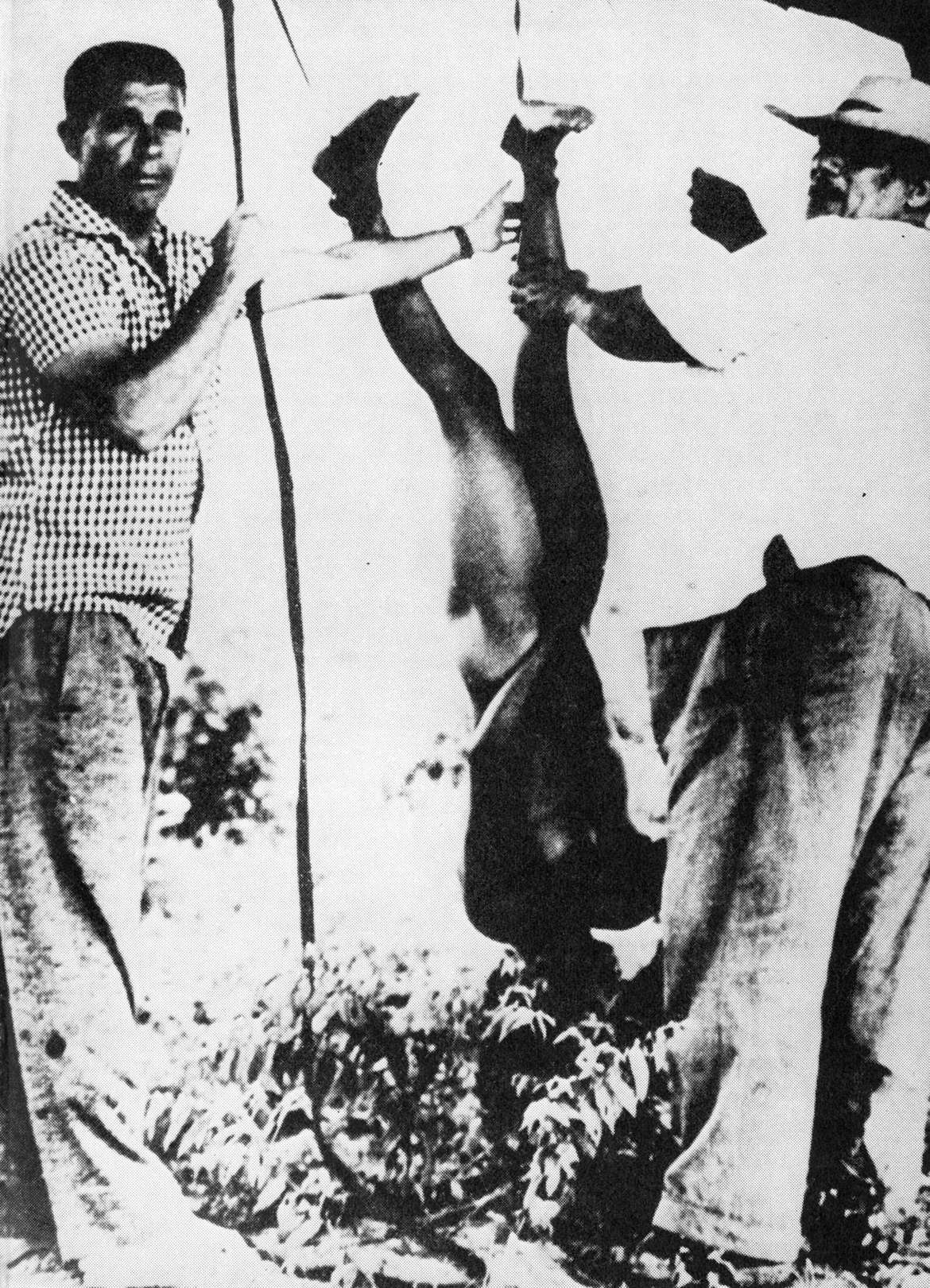
Reconstituição do Serviço de Proteção ao Índio do modo como foi executada uma mulher da etnia cintas-largas, cortada ao meio com um facão, em um território indígena, na região entre o Mato Grosso e Rondônia, em 1963, episódio conhecido como Massacre do Paralelo Onze.

O Massacre do Paralelo 11 ocorreu em novembro de 1963, no Mato Grosso, Brasil, quando homens contratados por uma empresa de extração de borracha mataram 3,5 mil membros do povo indígena cinta-larga da Amazônia e destruíram sua aldeia. Apenas dois aldeões sobreviveram ao massacre, que foi parte do genocídio maior e contínuo dos povos nativos do Brasil.

## Contexto histórico
No final do século XIX, houve um boom da borracha na Amazônia. Isso foi um desastre para as tribos indígenas da região, pois eram usadas como mão-de-obra escrava nas plantações de seringueiras. A população indígena diminuiu em 90% conforme morriam de doenças e violência. Muitos dos sobreviventes fugiram para partes mais remotas da selva, onde seus descendentes ainda vivem hoje.
A partir da década de 1920, o conflito entre o grupo Cinta Larga e os seringueiros aumentou até a década de 1960. Em 1960 a situação piorou, quando a rodovia Cuiabá-Porto Velho (BR-364) foi inaugurada. Os Cinta Larga enfrentaram ameaças não só de seringueiros, mas também de garimpeiros que buscavam suas terras por ouro e diamantes.

## O massacre
O Massacre do Paralelo 11 aconteceu nas cabeceiras do rio Aripuanã, no Mato Grosso, no paralelo 11, sul, onde a empresa Arruda, Junqueira & Cia. Ltda.  coletava borracha. O massacre foi planejado pelo chefe da empresa, Antonio Mascarenhas Junqueira, que  pretendia remover os Cinta Larga da área que planejava explorar. Segundo Junqueira, "esses índios são parasitas, são vergonhosos. É hora de acabar com eles, é hora de eliminar essas pragas. Vamos liquidar esses vagabundos".
Junqueira contratou um avião, que lançou dinamite na aldeia. Depois disso, uma expedição punitiva percorreu mais de 2 mil quilômetros durante 68 dias para chegar à terra dos Cinta Larga. A expedição foi liderada pelo pistoleiro Francisco Luiz de Souza, conhecido como "Chico Luiz", e pelo piloto Toschio Xatô. Este último também foi acusado de lançar dinamites na aldeia indígena. Por terra, a expedição encarregada de matar os sobreviventes  foi comandada por Chico Luiz, que metralhou os índios logo pela manhã, quando eles começavam o trabalho diário.  Em um incidente, eles pegaram um bebê de uma mulher amamentando e atiraram na cabeça do bebê. Eles então penduraram a mulher de cabeça para baixo e a cortaram ao meio. Trinta aldeões foram mortos no ataque. Apenas dois sobreviveram.
A Expedição do Chico Luís contra os índios Cinta Larga - 1963:
 A expedição saiu da Cachoeira das Águas Brabas. Caminharam l0 dias sem encontrar a aldeia dos índios. Encontraram diversas aldeias dos Cinta Larga. Mas sem encontrar os índios. Aos 16 dias chegaram no Aripuanã. Aí caminharam mais 3 dias e encontraram os índios. Nesta caminhada levaram pouco fornecimento. Porque eram abastecidos por avião pelo Junqueira. Mas diz o Ataíde que não era necessário este fornecimento porque encontraram bastante nas aldeias dos índios (abandonadas). Com 19 dias de caminhada mais ou menos encontraram a aldeia Cinta Larqa à beira dum rio. Havia uma baixada. E ai a expedição se amoitou. Havia uns 20 índios visíveis na maloca. Todos ocupados. O capitão estava à beira do rio sobre uma pedra. Reconheceram-no logo pelos enfeites. O Chico ordenou ao Ataíde derrubar o capitão por primeiro, enquanto ele preparava a piripipi para metralhar os restantes. O Ataíde com uma 22 derrubou o capitão. E o Chico acionou a metralhadora enquanto os outros 4 também atiravam com suas armas. 5 caíram mortos. Sem contar os que correram feridos. A expedição continuou a sua caça aos índios durante uns quantos dias.
 Nesta mesma caminhada encontraram mais uma aldeia de índios. Mas estes perceberam a aproximação dos assassinos e correram. Ainda encontraram as redes balançando. Surpreenderam uma mulher com filhinha no trilho de índio. Agarraram-nas. O Chico quis logo matá-las. O Ataíde disse que não convinha. "Vamos levá-la ao padre" Mas Chico não quis e disse:
 "Quem manda aqui sou eu!" E ordenou-nos - disse ele: "Suspendam a mulher!"
 Tivemos que amarrá-la. E suspendemo-la puxando-a de um lado e do outro no pau (viva). O Chico arrancou o facão e talhou-a pelo meio. Depois arrancou do revólver e atirou na guria matando-a.
 Mandou-nos jogar a mulher e a filha no rio e depois ordenou a queima da aldeia apesar dos companheiros não quererem isto. Havia muito milho caprichosamente armazenado. Na roça havia muito cará, mandioca, algodão. As roças destes índios são bem trabalhadas, feitas a facão. Limpas. Continuaram a expedição, encontrando mais alguns índios. 3 ainda mataram e um feriram. O Junqueira os continuava abastecendo de avião, com munição e alimentos. Ele pessoalmente estava no avião. A expedição levou 2 meses e 8 dias no mato. Correu entre o rio Vermelho e Sete.— SCHWADE, Egydio, 1963, in DAL POZ, 1988: 15-16)" apud Poder Judiciário. Justiça Federal. Perícia - Proc. 2000.0715-0 (fls. 341/2, e 402/3), pp. 13 e 23.
O atentado chamou a atenção quando um dos agressores, Ataíde Pereira dos Santos, denunciou e os responsáveis da Inspetoria do SPI em Cuiabá, aparentemente depois de não receber a quantia prometida. O primeiro a ouvir as confissões do assassino foi o padre jesuíta Edgar Schimdt, que gravou toda conversa. A gravação  chegou  às mãos de Ramis Bucair, funcionário da 6ª Inspetoria do Serviço de Proteção ao Índio (SPI) em Cuiabá. 
Segundo depoimentos de funcionários do SPI, o prefeito de Aripuanã, Amauri Furquim, teria autorizado a construção de uma pista de pouso clandestina dentro da área indígena, o que aumentou a tensão entre índios e não índios na região. Furquim e a empresa Arruda, Junqueira & Cia. Ltda. também foram acusados de vender parte da terra indígena a uma empresa norte-americana interessada na extração de cassiterita. "Para a posse dessa área, impunha-se o afastamento da tribo Cinta-larga e, para isto, foram feitas várias expedições com o fito de matá-los e escorraçá-los. A última expedição foi feita em 1963. Na ocasião o SPI denunciou e pediu providências”, diz trecho de uma carta enviada pelo chefe da 6ª Inspetoria do SPI, Hélio Jorge Bucker, ao ministro do Interior de então, Albuquerque de Lima.

## Consequências
O massacre só se tornou um caso de polícia depois que o jornalista Carlos Rangel  escreveu a reportagem "Morte no Paralelo 11", em O Globo, denunciando o massacre em Mato Grosso.  Os crimes tiveram repercussão internacional, e afinal a Polícia Federal iniciou as investigações.
O inquérito foi concluído dois anos e meio após a chacina. Foram indiciados, como executores, Toschio Lombardi Xatô, Ataíde Pereira dos Santos, Francisco Luiz de Souza, Manoel Virgínio de Almeida, Ramiro Costa e outros dois homens, identificados apenas como "Zuíno" e "Silvestre".
No julgamento de um dos acusados, o juiz disse: "Nunca ouvimos um caso em que havia tanta violência, tanta ignomínia, egoísmo e selvageria e tão pouca apreciação da vida humana". Em 1975, um dos perpetradores, José Duarte de Prado, foi condenado a 10 anos de prisão, mas foi perdoado no final daquele ano. Ele declarou durante o julgamento: "É bom matar índios - eles são preguiçosos e traiçoeiros".
Detalhes do massacre foram incluídos no Relatório Figueiredo (do procurador Jáder de Figueiredo Correia), de 1967, um marco que levou à substituição do Serviço de Proteção ao Índio (SPI) pela Fundação Nacional do Índio (FUNAI). Segundo o relatório, a morte dos Cinta Larga foi encomendada pelos seringalistas Sebastião Palma de Arruda e Antônio Mascarenhas Junqueira, sócios-proprietários da empresa Arruda Junqueira & Cia. Ltda.
Quase dez anos depois do massacre, o fazendeiro Antonio Junqueira era o maior latifundiário da região do rio Aripuanã e obteve das autoridades a abertura de uma estrada que atenderia sua fazenda e atravessava a terra indígena então existente.
Ninguém foi julgado pelo crime. O próprio Relatório Figueiredo – com sete mil páginas e com a indicação de demissão e indiciamento de diversos suspeitos – acabou desaparecendo e só foi reencontrado em 2012.  Antônio Mascarenhas Junqueira e Sebastião Palma de Arruda morreram sem julgamento. Sebastião aposentou-se como funcionário da Secretaria de Agricultura de Mato Grosso. Junqueira foi acusado pelo assassinato do missionário jesuíta espanhol Vicente Cañas (morto em 1987), mas foi excluído do julgamento, em 2006, por ter mais de 70 anos. Apesar das acusações, o seringalista foi homenageado com o livro Seringal – O mundo dos bravos, do autor catarinense Marco Aurélio Nedel.
Mais recentemente, o grupo de defesa dos direitos dos indígenas Survival International usou o massacre do Paralelo 11 como ilustração dos motivos que podem levar os povos indígenas isolados a evitar o contato com não índios, em um artigo intitulado Why do they hide? ("Por que elas se escondem?"). 